# Anastasiya Savchuk
Anastasiya Savchuk –en ucraniano, Анастасія Савчук– (Járkov, 2 de marzo de 1996) es una deportista ucraniana que compite en natación sincronizada.
Participó en dos Juegos Olímpicos de Verano en los años 2016 y 2020, obteniendo dos medallas de bronce en Tokio 2020, en las pruebas dúo y de equipo. Ganó once medallas en el Campeonato Mundial de Natación entre los años 2013 y 2019, y dieciséis medallas en el Campeonato Europeo de Natación entre los años 2014 y 2021.

## Palmarés internacional
| Juegos Olímpicos   | Juegos Olímpicos        | Juegos Olímpicos  | Juegos Olímpicos  |
| Año                | Lugar                   | Medalla           | Prueba            |
| ------------------ | ----------------------- | ----------------- | ----------------- |
| 2020               | Tokio (Japón)           | Medalla de bronce | Dúo               |
| 2020               | Tokio (Japón)           | Medalla de bronce | Equipo            |
| Campeonato Mundial |                         |                   |                   |
| Año                | Lugar                   | Medalla           | Prueba            |
| 2013               | Barcelona (España)      | Medalla de bronce | Equipo técnico    |
| 2013               | Barcelona (España)      | Medalla de bronce | Equipo libre      |
| 2013               | Barcelona (España)      | Medalla de bronce | Combinación libre |
| 2017               | Budapest (Hungría)      | Medalla de plata  | Combinación libre |
| 2017               | Budapest (Hungría)      | Medalla de bronce | Equipo libre      |
| 2019               | Gwangju (Corea del Sur) | Medalla de oro    | Rutina especial   |
| 2019               | Gwangju (Corea del Sur) | Medalla de bronce | Dúo técnico       |
| 2019               | Gwangju (Corea del Sur) | Medalla de bronce | Dúo libre         |
| 2019               | Gwangju (Corea del Sur) | Medalla de bronce | Equipo técnico    |
| 2019               | Gwangju (Corea del Sur) | Medalla de bronce | Equipo libre      |
| 2019               | Gwangju (Corea del Sur) | Medalla de bronce | Combinación libre |
| Campeonato Europeo |                         |                   |                   |
| Año                | Lugar                   | Medalla           | Prueba            |
| 2014               | Berlín (Alemania)       | Medalla de oro    | Combinación libre |
| 2014               | Berlín (Alemania)       | Medalla de plata  | Equipo            |
| 2016               | Londres (Reino Unido)   | Medalla de oro    | Equipo libre      |
| 2016               | Londres (Reino Unido)   | Medalla de plata  | Equipo técnico    |
| 2016               | Londres (Reino Unido)   | Medalla de plata  | Combinación libre |
| 2018               | Glasgow (Reino Unido)   | Medalla de oro    | Combinación libre |
| 2018               | Glasgow (Reino Unido)   | Medalla de plata  | Dúo técnico       |
| 2018               | Glasgow (Reino Unido)   | Medalla de plata  | Dúo libre         |
| 2018               | Glasgow (Reino Unido)   | Medalla de plata  | Equipo técnico    |
| 2018               | Glasgow (Reino Unido)   | Medalla de plata  | Equipo libre      |
| 2021               | Budapest (Hungría)      | Medalla de oro    | Equipo libre      |
| 2021               | Budapest (Hungría)      | Medalla de oro    | Combinación libre |
| 2021               | Budapest (Hungría)      | Medalla de oro    | Rutina especial   |
| 2021               | Budapest (Hungría)      | Medalla de plata  | Dúo técnico       |
| 2021               | Budapest (Hungría)      | Medalla de plata  | Dúo libre         |
| 2021               | Budapest (Hungría)      | Medalla de plata  | Equipo técnico    |